# Аббатство Святого Петра в Ауденбюрге
Аббатство Святого Петра в Ауденбюрге (фр. Abbaye Saint-Pierre d’Oudenburg, лат. Monasterium Aldenburgensis) — аббатство, основанное в 1083 или в 1084 году Арнольдом Суассонским в Ауденбюрге в Западной Фландрии, Бельгия как монастырь бенедектинцев. Арнольд основал аббатство после того, как был отстранён от должности епископа Суассона.

## История
Первоначально на месте аббатства находилась церковь, основанная святым Урсмаром, который умер в 713 году. Аббатство находится примерно в 18 км к западу от Брюгге и в 9 км от Северного моря.
В аббатстве Арнольд начал варить пиво, чтобы удалить из воды патогены, и призвал местных жителей пить его. В процессе варки вода кипятилась и, таким образом, освобождалась от болезнетворных микроорганизмов, что делало пиво более безопасным для питья. Пиво, которое обычно употребляли за завтраком и днём, в то время в Европе называлось «мелким»: оно имело очень низкое содержание алкоголя и содержало отработанные дрожжи.
В 1173 году аббатство начало осваивать солончаки (затопленные земли). Это привело к созданию польдера Бамберг.
В Средние века голуби на городской площади принадлежали ферме аббатства.
Аббатство было снесено во время великой Французской революции. 16 февраля 1797 года аббатство и вся недвижимость были проданы, а здания в значительной степени снесены. Последним монахом был Веремундус Норбертус Да (Veremundus Norbertus Da) (1770—1852), и аббатство стало фермой. Однако после частичного разрушения построек аббатства остались:
- дом аббата 1756 года,
- ферма с зубчатыми воротами 1671 года работы Чарльза Гелейнса,
- сарай и голубятня,
- а также часть окружающей стены[7], на которой до сих пор изображён герб аббата Максимильена д’Энгиена (фр. Maximilien d'Enghien) (1616—1662), который считается вторым реставратором аббатства[1].

## Место сегодня
Одна башня аббатства не была разрушена во время революции, а во время Второй мировой войны немцы сделали эту башню смотровой площадкой.
В 1934 году аббатство Стенбрюгге получило права на название от аббатства Святого Петра, а в 1989 году ферма стала гостиницей. Римский археологический музей города находится недалеко от бывшего аббатства и показывает некоторые реликвии аббатства в своей коллекции.

## Известные настоятели
- Арнольд Суассонский. Основатель аббатства и покровитель пивоваров.
- Hariulf[фр.] (годы деятельности — 1130-е)[8]
- Чарльз Гелейнс[англ.] (ок. 1610 — 22 августа 1677 года, Брюгге),